# Sixel
Un Sixel (mot-valise de « six pixels ») est un format graphique bitmap pris en charge à l'origine par les terminaux DEC VT330 (N&B) et VT340 (couleur) (en) (sortis en 1987) et les imprimantes de DEC. Il est constitué d'un motif de six pixels de haut et d'1 en largeur, permettant ainsi d'obtenir 64 motifs différents, un octet est utilisé pour conserver chaque information, mais seulement 6 des 8 bits est utilisé pour le stockage de données. Chaque motif est assigné à un caractère ASCII, rendant les sixels faciles à transmettre sur les liaisons séries 7-bit.
Sixel a d'abord été créé comme un moyen de transmettre des images bitmap aux imprimantes matricielles de DEC, telles que la LA50. Après avoir été converties en « mode sixel » les données résultantes sont interprétées directement pour contrôler 6 des 9 broches de la tête d'impression. Une chaîne de caractères sixels encode une simple colonne de 6 pixels de haut de l'image.
D'après le manuel de DEC des terminaux VT330 et VT340, les imprimantes LA12, LA50, LA100, LA34-VA, et LN03 supportent le format Sixel
Ce format est toujours géré aujourd'hui par des applications telles que la commande convert d'ImageMagick, et permet d'afficher des images complexes dans un terminal texte que ce soit pour X ou en framebuffer.
xterm permet de l'émuler en le passant en mode VT340 et d'afficher des images distantes.
La bibliothèque libsixel est spécialisée dans sa gestion.
Parmi les applications prenant en charge une sortie sixel, on peut citer Gnuplot, à l'aide de son pilote sixelgd, lsix, un afficheur d'image de tout type, se basant sur l'utilisation d'ImageMagick, affichant ainsi des formats vectoriels complexes comme SVG et des formats d'images recents comme AVIF, vui, une visionneuse d'image au nombre de format d'image plus limité que lsix. Il y a aussi le navigateur internet en mode texte w3m.